# 海登
海登是德国北莱茵-威斯特法伦州的一个市镇。总面积53.39平方公里，总人口8043人，其中男性4083人，女性3960人（2011年12月31日），人口密度151人/平方公里。